# Puchar Australii i Nowej Zelandii w snowboardzie 2023
Puchar Australii i Nowej Zelandii w snowboardzie w sezonie 2023 to kolejna edycja tej imprezy. Cykl rozpoczął się 12 sierpnia 2023 r. w nowozelandzkim ośrodku The Remarkables zawodami slopestyle'u, zaś finałowe zmagania zakończyły się 29 września 2023 r. w nowozelandzkiej Cardronie również zawodami slopestyle'u.

## Konkurencje
- SBX = snowboardcross
- SS = slopestyle
- BA = big air
- HP = halfpipe

## Kalendarz i wyniki

### Mężczyźni
| Lp. | Data             | Miejscowość     | Konkurencja | 1. miejsce      | 2. miejsce    | 3. miejsce      |
| --- | ---------------- | --------------- | ----------- | --------------- | ------------- | --------------- |
| 1.  | 12 sierpnia 2023 | The Remarkables | SS          | Lee Dong-heon   | Oliver Martin | Zephyr Lovelock |
| 2.  | 17 sierpnia 2023 | Mount Hotham    | SBX         | Jan Kubičík     | Declan Dent   | Kenshin Kiyota  |
| 3.  | 18 sierpnia 2023 | Mount Hotham    | SBX         | James Johnstone | Adam Lambert  | Radek Houser    |
| 4.  | 19 sierpnia 2023 | Mount Hotham    | SBX         | Radek Houser    | Adam Lambert  | James Johnstone |
|     | 29 września 2023 | Cardrona        | HP          | Odwołano        | Odwołano      | Odwołano        |
| 5.  | 29 września 2023 | Cardrona        | SS          | Taiga Hasegawa  | Kira Kimura   | Nicolas Huber   |
|     | 30 września 2023 | Cardrona        | BA          | Odwołano        | Odwołano      | Odwołano        |

### Klasyfikacje
| Lp. | Zawodnik        | Punkty |
| --- | --------------- | ------ |
| 1.  | Jan Kubičík     | 129    |
| 2.  | Declan Dent     | 125    |
| 3.  | Adam Lambert    | 120    |
| 4.  | Radek Houser    | 114    |
| 5.  | James Johnstone | 105    |
| 6.  | Kenshin Kiyota  | 82     |
| 7.  | Kryštof Choura  | 82     |
| 8.  | Harvey Edmanson | 76     |
| 9.  | Kobi Dent       | 60     |
| 10. | Keita Shoji     | 53     |

| Lp. | Zawodnik               | Punkty |
| --- | ---------------------- | ------ |
| 1.  | Taiga Hasegawa         | 100    |
| 1.  | Lee Dong-heon          | 100    |
| 3.  | Zephyr Lovelock        | 86     |
| 4.  | Kira Kimura            | 80     |
| 4.  | Oliver Martin          | 80     |
| 6.  | Txema Mazet-Brown      | 68     |
| 7.  | Rocco Jamieson         | 68     |
| 8.  | Dane Menzies           | 64     |
| 9.  | Nicolas Huber          | 60     |
| 10. | Campbell Melville Ives | 45     |

### Kobiety
| Lp. | Data             | Miejscowość     | Konkurencja | 1. miejsce     | 2. miejsce    | 3. miejsce      |
| --- | ---------------- | --------------- | ----------- | -------------- | ------------- | --------------- |
| 1.  | 12 sierpnia 2023 | The Remarkables | SS          | Cool Wakushima | Yu Seoung-eun | Lucia Georgalli |
| 2.  | 17 sierpnia 2023 | Mount Hotham    | SBX         | Amber Essex    | Josie Baff    | Abbey Wilson    |
| 3.  | 18 sierpnia 2023 | Mount Hotham    | SBX         | Josie Baff     | Amber Essex   | Mia Clift       |
| 4.  | 19 sierpnia 2023 | Mount Hotham    | SBX         | Josie Baff     | Mia Clift     | Amber Essex     |
|     | 29 września 2023 | Cardrona        | HP          | Odwołano       | Odwołano      | Odwołano        |
| 5.  | 29 września 2023 | Cardrona        | SS          | Mari Fukada    | Yu Seoung-eun | Amalia Pelchat  |
|     | 30 września 2023 | Cardrona        | BA          | Odwołano       | Odwołano      | Odwołano        |

### Klasyfikacje
| Lp. | Zawodniczka         | Punkty |
| --- | ------------------- | ------ |
| 1.  | Josie Baff          | 180    |
| 2.  | Amber Essex         | 160    |
| 3.  | Mia Clift           | 125    |
| 4.  | Abbey Wilson        | 100    |
| 5.  | Maya Billingham     | 100    |
| 6.  | Karolína Hrůšová    | 81     |
| 7.  | Jana Fischer        | 72     |
| 8.  | Lara Walsh          | 68     |
| 9.  | Marcelle Davis-Cook | 55     |
| 10. | Rio Ishida          | 53     |

| Lp. | Zawodniczka     | Punkty |
| --- | --------------- | ------ |
| 1.  | Yu Seoung-eun   | 160    |
| 2.  | Mari Fukada     | 100    |
| 2.  | Cool Wakushima  | 100    |
| 4.  | Ava Beer        | 100    |
| 5.  | Jess McGregor   | 90     |
| 6.  | Katie Brayer    | 80     |
| 7.  | Lucia Georgalli | 60     |
| 7.  | Amalia Pelchat  | 60     |
| 9.  | Barrett Hendrix | 52     |
| 10. | Jin Rongxi      | 36     |